# Angelo Anquilletti
Angelo Anquilletti (San Donato Milanese, 1943. április 25. – Milánó, 2015, január 9.) Európa-bajnok olasz labdarúgó, hátvéd.

## Pályafutása

### Klubcsapatban
1961 és 1964 között a Solbiatese, 1964 és 1966 között az Atalanta labdarúgója volt. 1966-ban szerződtette az AC Milan, ahol 11 szezonon keresztül játszott. Az 1967–68-as idényben szerzett bajnoki cím mellett, további négy olasz kupa-győzelmet ért el az együttessel. Tagja volt az 1968–69-es BEK- és az 1967–68-as illetve 1972–73-as KEK-győztes csapatnak. 1977 és 1979 között a Monza játékosa volt és itt vonult vissza az aktív labdarúgástól.

### A válogatottban
Tagja volt az 1968-as Európa-bajnok csapatnak, de pályára nem lépett. 1969 januárjában két alkalommal szerepel az olasz válogatottban Mexikó ellen Mexikóvárosban.

## Sikerei, díjai
Olaszország
- Európa-bajnokság
  - aranyérmes: 1968, Olaszország

 AC Milan
- Olasz bajnokság (Serie A)
  - bajnok: 1967–68
- Olasz kupa (Coppa Italia)
  - győztes: 1967, 1972, 1973, 1977
- Bajnokcsapatok Európa-kupája (BEK)
  - győztes: 1968–69
- Kupagyőztesek Európa-kupája (KEK)
  - győztes: 1967–68, 1972–73
- Interkontinentális kupa
  - győztes: 1969

## Statisztika

### Mérkőzései az olasz válogatottban
| Olaszország | Olaszország     | Olaszország | Olaszország | Olaszország | Olaszország | Olaszország | Olaszország | Olaszország |
| #           | Dátum           | Helyszín    | Hazai       | Eredmény    | Vendég      | Kiírás      | Gólok       | Esemény     |
| ----------- | --------------- | ----------- | ----------- | ----------- | ----------- | ----------- | ----------- | ----------- |
| 1.          | 1969. január 1. | Mexikóváros | Mexikó      | 2 – 3       | Olaszország | barátságos  | -           | 72'         |
| 2.          | 1969. január 5. | Mexikóváros | Mexikó      | 1 – 1       | Olaszország | barátságos  | -           |             |
|             | Összesen        |             |             | 2           | mérkőzés    |             | 0           | gól         |